# Pnigalio kukakensis
Pnigalio kukakensis är en stekelart som först beskrevs av William Harris Ashmead 1902.  Pnigalio kukakensis ingår i släktet Pnigalio och familjen finglanssteklar. Inga underarter finns listade i Catalogue of Life.